# Ambrus Sándor (katolikus pap)
Ambrus Sándor (Csákvár, 1807. – Pátka, 1868. február 23.) magyar katolikus pap, Csákvár kerületi esperes, iskolafelügyelő, vallástudományi író.

## Élete
1833-ban szentelték pappá; plébános lett Csákberényben 1842-ben, esperes 1850-ben; később Pátkára helyezték át, ahol haláláig tevékenykedett. Az 1848-49-es forradalom és szabadságharc idején a zalai nemzetőrök Kisfaludy Móric őrnagy parancsnokságával a Pátkán fosztogató horvátokat a faluból kiűzték, a falu lakói pedig megtámadták a tüzérség, majd a huszárok elől menekülő horvátokat. A horvátok erre feldúlták a falut és Ambrus Sándor lelkészt 28 másik lakossal együtt elhurcolták; őket a szeptember 30-án megkötött fegyverszünetet követően szabadon engedték. Halálát légcsősorvadás és szívtúltengés okozta.

## Munkái
1. Értekezés a hittanító, iskolaigazgató és kerületfelügyelői hivatalról. Székesfehérvár, 1841
2. Sz. István első magyar király érdemei. Székesfehérvár. 1843

A „budapesti növendék-papság Munkálatai” I. kötetében 1833-ban lefordította két társával Justinus vértanú első apológiáját. 